# Лукачовце (Њитра)
Лукачовце (слч. Lukáčovce) насељено је мјесто са административним статусом сеоске општине (слч. obec) у округу Њитра, у Њитранском крају, Словачка Република.

## Становништво
| Година:    | 1994. | 2004.   | 2014.   | 2024.   |
| ---------- | ----- | ------- | ------- | ------- |
| Број људи: | 1037  | 1084    | 1142    | 1168    |
| Разлика:   |       | +4,53 % | +5,35 % | +2,27 % |

| Година:    | 2023. | 2024.   |
| ---------- | ----- | ------- |
| Број људи: | 1164  | 1168    |
| Разлика:   |       | +0,34 % |

Према подацима о броју становника из 2011. године насеље је имало 1.108 становника.